# Mesenskaja Pischma
Die Mesenskaja Pischma (kyrillisch-russisch Мезе́нская Пи́жма) ist ein rechter Nebenfluss der Mesen in der Oblast Archangelsk und Republik Komi in Nordwestrussland.
Sie entspringt am Timanrücken in der Republik Komi nahe der Grenze zur Oblast Archangelsk. Von dort fließt sie in überwiegend westlicher Richtung zur Mesen. Im Oberlauf durchfließt sie unbewohntes Gebiet. Am Unterlauf befinden sich drei Siedlungen: Schegmas (an der Mündung des gleichnamigen Nebenflusses), Larkino und Rodoma (an der Mündung in die Mesen).
Die Mesenskaja Pischma hat eine Länge von 236 km und entwässert ein Gebiet von 3830 km². Ihre größten Abflüsse erreicht sie während der Schneeschmelze im Mai und im Juni. Der mittlere Abfluss am Pegel Larkino, 61 km oberhalb der Mündung, beträgt 40,7 m³/s.
Die wichtigsten Nebenflüsse sind Tschetlas und Schegmas, beide von links.